# Bahnstrecke Horischnja Wyhnanka–Iwane-Puste
| Streckenlänge: | 59 km                    |                                          |                                          |
| Spurweite: | 1520 mm (Russische Spur) |                                          |                                          |
| |                          |                                          |                                          |
| \| \| \| von Jarmolynzi \| \| \| \| 0 \| Wyhnanka (Вигнанка) \| Wyhnanka (Вигнанка) \| \| \| \| nach Butschatsch \| \| \| \| 7 \| Schmankiwtschyky (Шманьківчики) \| Schmankiwtschyky (Шманьківчики) \| \| \| 12 \| Salissja (Залісся) \| Salissja (Залісся) \| \| \| 20 \| Oserjany-Pylatkiwzi (Озеряни-Пилатківці) \| Oserjany-Pylatkiwzi (Озеряни-Пилатківці) \| \| \| 25 \| Schylynzi (Жилинці) \| Schylynzi (Жилинці) \| \| \| 30 0 \| Teressyn (Тересин) \| Teressyn (Тересин) \| \| \| \| \| \| \| \| 14 \| Skala-Podilska (Скала-Подільська) \| Skala-Podilska (Скала-Подільська) \| \| \| \| \| \| \| \| 35 \| Borschtschiw (Борщів) \| Borschtschiw (Борщів) \| \| \| 43 \| Wowkiwzi-Turyltsche (Вовківці-Турильче) \| Wowkiwzi-Turyltsche (Вовківці-Турильче) \| \| \| 53 \| Hermakiwka (Гермаківка) \| Hermakiwka (Гермаківка) \| \| \| 59 \| Iwane-Puste (Іване-Пусте) \| Iwane-Puste (Іване-Пусте) \| |                          |                                          |                                          |
| Strecke |                          | von Jarmolynzi                           | von Jarmolynzi                           |
| Bahnhof | 0                        | Wyhnanka (Вигнанка)                      | Wyhnanka (Вигнанка)                      |
| Abzweig geradeaus und nach rechts |                          | nach Butschatsch                         | nach Butschatsch                         |
| Bahnhof | 7                        | Schmankiwtschyky (Шманьківчики)          | Schmankiwtschyky (Шманьківчики)          |
| Haltepunkt / Haltestelle | 12                       | Salissja (Залісся)                       | Salissja (Залісся)                       |
| Bahnhof | 20                       | Oserjany-Pylatkiwzi (Озеряни-Пилатківці) | Oserjany-Pylatkiwzi (Озеряни-Пилатківці) |
| Haltepunkt / Haltestelle | 25                       | Schylynzi (Жилинці)                      | Schylynzi (Жилинці)                      |
| Bahnhof | 30 0                     | Teressyn (Тересин)                       | Teressyn (Тересин)                       |
| Abzweig geradeaus und nach links · Strecke von rechts |                          |                                          |                                          |
| Strecke · Betriebs-/Güterbahnhof Streckenende | 14                       | Skala-Podilska (Скала-Подільська)        | Skala-Podilska (Скала-Подільська)        |
| Strecke |                          |                                          |                                          |
| Bahnhof | 35                       | Borschtschiw (Борщів)                    | Borschtschiw (Борщів)                    |
| Haltepunkt / Haltestelle | 43                       | Wowkiwzi-Turyltsche (Вовківці-Турильче)  | Wowkiwzi-Turyltsche (Вовківці-Турильче)  |
| Haltepunkt / Haltestelle | 53                       | Hermakiwka (Гермаківка)                  | Hermakiwka (Гермаківка)                  |
| Kopfbahnhof Streckenende | 59                       | Iwane-Puste (Іване-Пусте)                | Iwane-Puste (Іване-Пусте)                |

Die Bahnstrecke Horischnja Wyhnanka–Iwane-Puste ist eine Nebenbahn in der Ukraine. Sie verläuft von Horischnja Wyhnanka, einem Dorf östlich von Tschortkiw in den südlichen Teilen der Oblast Ternopil über die Bahnstation Teressyn nördlich des Dorfes Tulyn, nach Iwane-Puste, einem kleinen Ort nahe der Grenze zur Bukowina/Oblast Tscherniwzi. Dazu kommt eine Zweigbahn von Teressyn nach Skala-Podilska, einer Siedlung städtischen Typs an der Grenze zur Oblast Chmelnyzkyj.
Der Betrieb wird durch die Ukrainischen Bahnen, im Speziellen die Lwiwska Salisnyzja geführt.
Die gesamte Strecke ist eingleisig ausgeführt und nicht elektrifiziert. 

## Geschichte
Die heutige Bahnstrecke wurde als Lokalbahn Wygnanka–Iwanie Puste durch die Aktiengesellschaft der ostgalizischen Lokalbahnen in folgenden Abschnitten eröffnet:
- Strecke Wygnanka–Teresin–Skała (Streckenlänge 42,660 Kilometer; Eröffnung am 15. November 1898)
- Strecke Teresin–Iwanie Puste (Streckenlänge 29,842 Kilometer)
  - Teilstrecke Teresin–Borszczów (Eröffnung am 15. November 1898)
  - Teilstrecke Borszczow–Iwanie Puste (Eröffnung am 1. Dezember 1898)

Die Konzessionierung der Linien erfolgte bereits am 23. Januar 1894.
Nach dem Ende des Ersten Weltkrieges kamen die Bahnstrecken unter polnische Herrschaft und wurde nun von den Polnischen Staatsbahnen (PKP) bedient.
Durch die Besetzung Ostpolens durch die Sowjetunion kurz nach dem Beginn des Zweiten Weltkrieges 1939 kamen die Strecken in den Besitz der Sowjetischen Eisenbahnen, diese begannen sofort mit der Umspurung einzelner Strecken, dies wurde aber nach dem Überfall Deutschlands auf die Sowjetunion 1941 rückgängig gemacht und die Strecken der Ostbahn unterstellt. Die Strecke Wygnanka — Skala Podolka und Iwanie Puste bekam die Nummer 534q,.
Das Ende des Zweiten Weltkrieges brachte die endgültige Angliederung Ostpolens an die Sowjetunion mit sich und unter der Führung der Sowjetischen Eisenbahnen wurden sämtliche normalspurigen Bahnen auf Breitspur umgespurt, seither ist die Bahnstrecke in Breitspur ausgeführt.
Die Zweigstrecke nach Skala-Podilska wird heute nicht mehr durch Personenverkehr bedient, lediglich für Güterverkehrzwecke wird die Strecke offengehalten.